# 劉神茂
刘神茂（？—552年4月27日），中国南北朝南梁将领。
刘神茂原为马头（今安徽省怀远县东南）戍主。548年，侯景战败时，鄱阳王萧范被任命为南豫州（治所在寿阳，今安徽省寿县）刺史，未至。刘神茂不被监州事韦黯所容。听说侯景来到，便前去迎候。侯景问他：“寿阳去此不远，城池险要坚固。我想去投奔，韦黯能接纳吗？”刘神茂回答说：“韦黯虽据寿阳城，只是监州。如果您率兵到寿阳近郊，韦黯定会迎接，趁机拘捕他，事情就可成功。得到寿阳城后，再慢慢地启奏陛下，陛下得知，对大王南来归顺很高兴，定然不会责怪。”侯景听完握住刘神茂的手说：“真是天教我也。”刘神茂请率一百名步骑兵先去做向导。正月二十日，侯景夜间来到了寿阳城下。刘神茂说：“韦黯懦弱少智，可以让人劝说他改变主意。”正月廿一日，韦黯打开了城门接纳侯景。549年，侯景攻克台城（建康宫城）后，派刘神茂从吴兴（今浙江省湖州市）赶向富阳（今浙江省杭州市富阳区），前武州刺史富阳人孙国恩打开城门向他投降。 
551年八月廿五日，侯景拥立的皇帝萧栋任命刘神茂为司空。司空、东道行台刘神茂听说侯景从巴丘（今湖南省岳阳市）兵败逃回，阴谋背叛侯景，吴中的士大夫都鼓励他，于是刘神茂就和仪同三司尹思合、刘归义、王晔等人占据东阳（今浙江省金华市）以呼应江陵萧绎，张彪攻打永嘉，得胜。新安平民程灵洗起兵占据新安郡以响应刘神茂，钱塘江以东都依附了江陵。十一月，侯景任命赵伯超为东道行台，据占钱塘；任命田迁为军司，占据富春；任命李庆绪为中军都督，谢答仁为右厢都督，李遵为左厢都督，让他们一起出兵讨伐刘神茂。
552年，侯景手下的仪同三司谢答仁在东阳攻打刘神茂，程灵洗、张彪率将士去救援。刘神茂想独占战功，不许他们去援救，自己在下淮扎营。有人对刘神茂说：“贼兵擅长野战，下淮地势平坦，易攻难守，四面受敌，不如占据七里濑（今浙江省桐庐县严陵山西），贼兵肯定不能进来。”刘神茂不听。刘神茂手下多是北方人，和刘神茂不同心。王晔、郦通投降了谢答仁，刘归义、尹思合等人弃城逃跑。刘神茂孤军陷入危境，也投降了谢答仁。谢答仁把他押往建康。刘神茂被押送到建康，三月十八日（552年4月27日），侯景命令准备一口大铡刀，先把刘神茂的脚塞进去，一寸一寸地铡他，一直铡到头。